# Levi Leiter
Levi Ziegler Leiter (2 novembre 1834 – 9 giugno 1904) è stato un uomo d'affari statunitense con sede a Chicago.

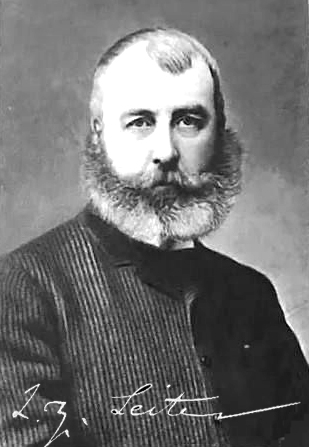
Levi Leiter nel 1894

Fu cofondatore di quella che in seguito sarebbe diventata la catena commerciale Marshall Field & Company.

## Primi anni di vita
Leiter nacque da Anne (nata Ziegler) e Joseph Thomas Leiter, originari di Leitersburg, una cittadina della contea di Washington, nel Maryland, fondata dal suo prozio Andrew Leiter. Sebbene alcuni abbiano erroneamente attribuito a Leiter origini ebraiche, la sua famiglia era in realtà di discendenza svizzera; fu cresciuto nella fede luterana.

## Carriera
Da ragazzo, Leiter lavorò per un'azienda di merceria a Springfield, Ohio. Nel 1853 iniziò a lavorare come contabile presso la più grande società di merceria di Chicago dell’epoca, la Cooley, Wadsworth & Co., dove collaborò con Marshall Field e Potter Palmer. Leiter e Field divennero soci dell'azienda, ma nel 1865 cedettero la loro quota a John V. Farwell e fondarono, insieme a Palmer, la Field, Palmer, Leiter & Co.
Nel 1867, Palmer abbandonò l'attività per dedicarsi agli investimenti immobiliari, e l’azienda fu rinominata Field, Leiter & Co.. Nel 1868, Field & Leiter costruirono un negozio di sei piani su State Street, ricostruito dopo il grande incendio di Chicago del 1871. Dal 1874 al 1880, Leiter fu membro del Comitato Esecutivo della Chicago Relief and Aid Society, che si occupò di raccogliere e distribuire fondi per la ricostruzione della città. Quando nel 1881 Leiter vendette la sua quota a Field e si ritirò dall’attività della merceria, l’azienda assunse il nome di Marshall Field and Company.
Con l'aumento della sua ricchezza, Leiter investì gran parte dei suoi risparmi nel settore immobiliare a Chicago. Dopo il ritiro dalla Field, Leiter & Co., si dedicò agli interessi immobiliari e societari. In seguito impiegò il suo tempo in viaggi e attività filantropiche. Fu il primo presidente del Commercial Club of Chicago, secondo presidente dell'Art Institute of Chicago, presidente della Chicago Historical Society, e figura di rilievo nella Illinois Trust Company.

## Vita privata
Nel 1866, Leiter sposò Mary Theresa Carver (1844–1913), originaria di Chicago. Dal 1885 fino alla sua morte, ricoprì il ruolo di seconda Vice Reggente per l'Illinois nella Mount Vernon Ladies' Association, organizzazione impegnata nella conservazione della tenuta di Mount Vernon di George Washington. Insieme, ebbero i seguenti figli:
- Joseph Leiter (1868–1932), che sposò Juliette Williams (1887–1942).[12]
- Mary Victoria Leiter (1870–1906), che sposò il politico conservatore britannico George Nathaniel Curzon, Viceré dell'India, in seguito 1º Barone Curzon di Kedleston e infine 1º Marchese Curzon di Kedleston; fu quindi Viceregina dell'India dal 1899 al 1905.[13]
- Nancy Lathrop Carver Leiter (1873–1930), che sposò Colin Powys Campbell (1859–1923).[14]
- Margaret Hyde Leiter (1880–1968), che sposò Henry Molineux Howard (1877–1917), 19º Conte di Suffolk e 12º Conte di Berkshire.[15]

Leiter morì per una malattia cardiaca nella residenza della famiglia Vanderbilt a Bar Harbor, nel Maine, il 9 giugno 1904. His estate became the subject of eight years of litigation. La sua successione fu oggetto di otto anni di contenzioso legale.

### Discendenza
Attraverso la figlia maggiore, fu nonno materno di:
Lady Irene Curzon (successivamente Baronessa Ravensdale; 1896–1966); Lady Cynthia Curzon (1898–1933), prima moglie di Sir Oswald Mosley; Alexandra Curzon (1904–1995), moglie di Edward Dudley Metcalfe, migliore amico, testimone di nozze e scudiero del re Edoardo VIII.
Attraverso la figlia Margaret, fu nonno materno di: Charles Howard, XX Conte di Suffolk (1906–1941); l'Onorevole Cecil John Arthur Howard (1908–1985), che sposò Frances Drake; il Lt.-Cdr. Onorevole Greville Reginald Howard (1909–1987).

## Residenza a Washington

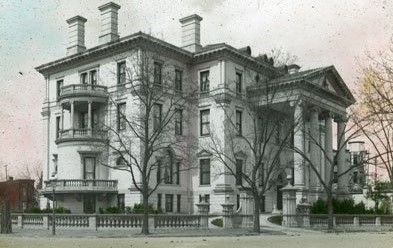
La Leiter House a Washington, D.C.

Nel 1891, Leiter fece costruire una villa accanto a Dupont Circle, a Washington, D.C. Questa residenza, nota come Leiter House, fu progettata da Theophilus P. Chandler Jr. Dopo la sua morte, la dimora di Washington fu utilizzata per sontuosi ricevimenti organizzati dalla vedova. Durante la Seconda guerra mondiale, la villa fu affittata al governo degli Stati Uniti come ufficio. La proprietà fu venduta e l'edificio demolito nel 1947. Il sito è oggi occupato dal Dupont Hotel.

## Fonti
- Template:Cite magazine
- Richard Popp, Levi Z. Leiter papers and Leiter estate records: Descriptive Inventory for the Collection at Chicago History Museum, Research Center, su chsmedia.org, Chicago Historical Society, June 1982.